# Purchart von Udalrichingen
 (juin 2018).
Purchart, né vers 920/930 et mort le 9 août 975, est abbé du monastère bénédictin de Saint-Gall de 958 à 971.

## Biographie
Purchart est issu de la famille des Udalrichingen. Son père était probablement le comte Ulrich V et sa mère s'appelait Wendelgard. Puchard est probablement né dans la troisième décennie du Xe siècle. Il serait déjà venu à Saint-Gall à un jeune âge. La première mention documentaire de son abbatiat date des années 959-960.
Son prédécesseur, Ekkehart I, qui avait été nommé par Craloh pour lui succéder, eu des problèmes de santé des suites d'un accident équestre, ce qui l'a empêché d'exercer ses fonctions. Ekkehart a donc nommé Purchart comme successeur. 
En 967, il reçoit du pape Jean XIII la confirmation de l'immunité[pas clair] et de tous les autres droits et possessions du monastère[réf. nécessaire].

## Actes
Purchart était très populaire pour sa charité envers les moines[réf. nécessaire]. Cependant, durant son abbatiat l'économie et l'ordre ont souffert parce qu'il ne pouvait pas diriger les affaires à la suite de sa paralysie (due à un accident de cheval)[réf. nécessaire], il dû laisser ces tâches au doyen Ekkehard Ier et au chambrier Richer. Purchart fit construire la chapelle Gallus. Il abdiqua en 971.[incompréhensible].